# Clique dental
Os cliques dentais (mais precisamente denti-alveolar) são consoantes não pulmonares e não egressivas caracterizadas pelo contato entre língua e dente. São encontrados somente em línguas africanas e no dialeto damin, da Austrália.
O símbolo no Alfabeto fonético internacional que representa o lugar de articulação desses sons é ⟨ǀ⟩, uma barra vertical. Por se tratar de uma dupla articulação, esse símbolo é associado a outros para representar a liberação de ar. Na transcrição oficial do IPA, a letra de clique é combinada com um ⟨k⟩ ⟨ɡ⟩ ⟨q⟩ ⟨ɢ⟩ ⟨ɴ⟩por meio de uma barra de ligação, embora ⟨k⟩ seja frequentemente omitido. Muitos autores, em vez disso, usam um sobrescrito ⟨k⟩ ⟨ɡ⟩ ⟨q⟩ ⟨ɢ⟩ ⟨ɴ⟩ sem a barra de ligação, novamente frequentemente negligenciando o ⟨k⟩. Qualquer letra, seja linha de base ou sobrescrita, geralmente é colocada antes da letra de clique, mas pode vir depois quando a liberação da oclusão velar ou uvular é audível. 
Antes de 1989, ⟨ʇ⟩era a letra IPA para cliques dentais. Ainda é usado ocasionalmente onde o símbolo ⟨ǀ⟩ seria confundido com outros símbolos, como marcas de prosódia, ou simplesmente porque em muitas fontes a barra vertical é indistinguível de um l ou maiúscula i.

## Características
As características do clique dental são: 
- A articulação básica pode ser sonora, nasal, aspirada, glotalizada, etc.
- O ponto anterior de articulação é tipicamente dental (ou denti-alveolar) e laminal, o que significa que é articulado com a ponta da língua contra o rebordo alveolar ou os dentes superiores, mas dependendo da língua pode ser interdental ou mesmo apical. A liberação produz um som barulhento e levemente africado.
- Os cliques podem ser orais ou nasais, o que significa que o fluxo de ar é restrito à boca ou também passa pelo nariz.
- São consoantes centrais, o que significa que são produzidas liberando a corrente de ar no centro da língua, e não nas laterais.
- O mecanismo de fluxo de ar é ingressivo lingual (também conhecido como ingressivo velar), o que significa que uma bolsa de ar presa entre dois fechamentos é rarefeita por uma ação de "sucção" da língua, em vez de ser movida pela glote ou pelos pulmões/diafragma. A liberação do fechamento dianteiro produz o som de "clique". Os cliques sonoros e nasais têm uma corrente de ar egressiva pulmonar simultânea.[3]

## Ocorrência
Cliques dentais são comuns em línguas Khoisan e nas línguas Nguni vizinhas, como Zulu e Xhosa. Nas línguas Nguni, o clique tenuis é denotado pela letra c, o clique murmurado por gc, o aspirado clique por ch, e o clique nasal por nc. Os cliques pré-nasalizados são escritos ngc e nkc.
A língua cuchítica Dahalo tem quatro cliques, todos eles nasalizados: [ᵑ̊ʇ, ᵑʇ, ᵑ̊ʇʷ, ᵑʇʷ].
Cliques dentais também podem ser usados paralinguisticamente. Por exemplo, os falantes de Inglês usam um clique dental simples, geralmente escrito tsk ou tut (e frequentemente reduplicado tsk-tsk ou ' 'tut-tut; essas grafias geralmente levam a pronúncia ortográficas /tɪsk/ ou /tʌt/), como uma interjeição para expressar comiseração , desaprovação, irritação ou chamar um animal pequeno. alemão (ts ou tss), húngaro (cöccögés), persa (noch), português (tsc), russo (ts-ts-ts; arquivo de som) Espanhol (ts) e falantes de francês (t-t-t-t) usam o clique dental exatamente da mesma maneira que o inglês.
O clique dental também é usado paralinguisticamente em línguas semíticas como árabe, hebraico e indo-europeu pashto e [[Persian language|Persian]] onde é transcrito como نچ/noch e também é usado como uma resposta negativa a um "sim ou não" (incluindo Dari e Tajiki). Também é usado em alguns idiomas falados em regiões mais próximas ou dentro da Europa, como turco, albanês, grego , búlgaro, italiano, português, espanhol, romeno ou servo-croata para denotar uma resposta negativa a uma pergunta "sim ou não". O estalido dental às vezes é acompanhado por um movimento ascendente da cabeça.[carece de fontes?]